# Ureshino
Ureshino (嬉野市 Ureshino-shi?) es una ciudad en la prefectura de Saga, Japón, localizada en la parte noroeste de la isla de Kyūshū. El 1 de marzo de 2021 tenía una población estimada de 25 593 habitantes y una densidad de población de 202 personas por km².

## Geografía
Ureshino se encuentra en el sur de la prefectura de Saga, bordeada al sur por la prefectura de Nagasaki. Casi toda el área es una cuenca rodeada de montañas relativamente suaves, la parte oriental está en la llanura de Saga.

## Historia
Ureshino fue fundado el 1 de enero de 2006 de la fusión de los pueblos de Shiota y Ureshino, ambos del distrito de Fujitsu.

## Demografía
Según los datos del censo japonés, la población de Ureshino ha disminuido en los últimos 30 años.
| Gráfica de evolución demográfica de Ureshino entre 1940 y 2015 |
|                                                                |
| Oficina de Estadísticas de Japón                               |